# العلاقات النرويجية الغامبية
العلاقات النرويجية الغامبية هي العلاقات الثنائية التي تجمع بين النرويج وغامبيا.

## مقارنة بين البلدين
هذه مقارنة عامة ومرجعية للدولتين:
| وجه المقارنة                                              | النرويج                                                   | غامبيا       |
| --------------------------------------------------------- | --------------------------------------------------------- | ------------ |
| المساحة (كم2)                                             | 385.21 ألف                                                | 11.30 ألف    |
| عدد السكان (نسمة)                                         | 5.33 مليون                                                | 2.10 مليون   |
| الكثافة السكانية (ن./كم²)                                 | 13.84                                                     | 185.84       |
| العاصمة                                                   | أوسلو                                                     | بانجول       |
| اللغة الرسمية                                             | بوكمول، لغات السامي، نينوشك، اللغة النرويجية              | لغة إنجليزية |
| العملة                                                    | كرونة نروجية                                              | دالاسي غامبي |
| الناتج المحلي الإجمالي (بليون دولار)                      | 398.83 مليار                                              | 1.01 مليار   |
| الناتج المحلي الإجمالي (تعادل القوة الشرائية) بليون دولار | 322.23 مليار                                              | 3.34 مليار   |
| الناتج المحلي الإجمالي الاسمي للفرد دولار أمريكي          | 74.40 ألف                                                 | 471          |
| الناتج المحلي الإجمالي للفرد دولار أمريكي                 | 65.61 ألف                                                 |              |
| مؤشر التنمية البشرية                                      | 0.944                                                     | 0.441        |
| رمز المكالمات الدولي                                      | +47                                                       | +220         |
| رمز الإنترنت                                              | .no                                                       | .gm          |
| المنطقة الزمنية                                           | ت ع م+01:00، ت ع م+02:00، توقيت وسط أوروبا، أوروبا/أوسلو ‏ | 00           |

## منظمات دولية مشتركة
يشترك البلدان في عضوية مجموعة من المنظمات الدولية، منها:
| علم المنظمة | اسم المنظمة                               | تاريخ انضمام النرويج | تاريخ انضمام غامبيا |
| ----------- | ----------------------------------------- | -------------------- | ------------------- |
|             | مؤسسة التنمية الدولية                     | 24 سبتمبر 1960       | 18 أكتوبر 1967      |
|             | البنك الإفريقي للتنمية                    | 1963                 | ?                   |
|             | يونسكو                                    | 4 نوفمبر 1946        | 1 أغسطس 1973        |
|             | مؤسسة التمويل الدولية                     | 20 يوليو 1956        | 19 سبتمبر 1983      |
|             | منظمة حظر الأسلحة الكيميائية              | ?                    | ?                   |
|             | الأمم المتحدة                             | 27 نوفمبر 1945       | 21 سبتمبر 1965      |
|             | الاتحاد الدولي للاتصالات                  | 1866                 | 27 مايو 1974        |
|             | منظمة الشرطة الجنائية الدولية             | ?                    | ?                   |
|             | البنك الدولي للإنشاء والتعمير             | 27 ديسمبر 1945       | 18 أكتوبر 1967      |
|             | الاتحاد البريدي العالمي                   | ?                    | ?                   |
|             | المركز الدولي لتسوية المنازعات الاستشارية | 15 سبتمبر 1967       | 26 يناير 1975       |
|             | وكالة ضمان الاستثمار متعدد الأطراف        | 9 أغسطس 1989         | 11 سبتمبر 1992      |
|             | منظمة التجارة العالمية                    | 1995                 | ?                   |

## أعلام
هذه قائمة لبعض الشخصيات التي تربطها علاقات بالبلدين:
- با-مودو كاه (لاعب كرة قدم نرويجي، 30 يوليو 1980[23] – )
- جوشوا كينغ (لاعب كرة قدم نرويجي، 15 يناير 1992[24] – )
- جون كارو (لاعب كرة قدم نرويجي، 5 سبتمبر 1979[25] – )
- غلين روبرتس (لاعب كرة قدم نرويجي، 26 يونيو 1988 – )
- محمد كييتا (لاعب كرة قدم نرويجي، 2 سبتمبر 1990[26] – )

## وصلات خارجية
- موقع وزارة الخارجية النرويجية
- موقع وزارة الخارجية الغامبية